# Arborammina
Arborammina es un género de foraminífero bentónico de la Familia Arboramminidae, de la Superfamilia Astrorhizoidea, del Suborden Astrorhizina y del Orden Astrorhizida. Su especie-tipo es Arborammina hilaryae. Su rango cronoestratigráfico abarca el Holoceno.

## Discusión
Clasificaciones previas incluían Arborammina en el Orden Allogromiida.

## Clasificación
Arborammina incluye a la siguiente especie:
- Arborammina hilaryae